# نظام عد
نظام العد أو نظام عددي (بالإنجليزية: Numeral system)‏ هو طريقة عرض الأعداد برسوم محددة والتعامل معها للتعبير عن قيمتها وكيفية تطبيق العمليات الحسابية عليها. وتستخدم أنظمة عد مختلفة لعرض الأعداد. فمثلاً العددين 16(2A) و 8(52) يعنيان نفس القيمة 10(42) ولكن بطريقة عرض مختلفة. طريقة عرض الأعداد بأنظمة مختلفة هو نفس طريقة عرض الكلمات في اللغات المختلفة فمثلاً الكلمة cheval (كلمة فرنسية) والكلمة equus (كلمة لاتينية) والكلمة horse (كلمة إنجليزية) لهم نفس المعنى «حصان».
مثلما نستخدم الرسوم (الحروف) لإنشاء الكلمات في اللغة، كذلك نستخدم الرسوم (الأرقام) لعرض الأعداد. وكما نعلم فإن عدد الحروف في أي لغة محدد لذا نعيد تكرارها لإنشاء كلمات جديدة ومتعددة. نفس الشيء مع الأرقام فعددها محدود (على سبيل المثال، في النظام العشري هناك 10 أرقام فقط، وفي الثنائي عددين فقط) مما يحتم علينا تكرارها لإنشاء الأعداد.
تعرف أنظمة العد التي تستخدم هذه الطريقة بالأنظمة الموضعية وتمثل نتاج التطور البشري على مدى العصور المختلفة، هذا النوع من الأنظمة العددية يستخدم موضع الرقم لتحديد «قيمة» الرمز في العدد، حيث تستخدم الدالة العامة التالية لتوضيح طريقة عرض أي عدد باستخدام رموز النظام العددي الموضعي:
```
n = ± S
k-1
 × b
k-1
 + S
k-2
 × b
k-2
 +...+ S
1
 × b
1
 + S
0
 × b
0
 + S
-1
 × b
−1
 + S
-2
 × b
−2
 + ... + S
-L
 × b
-L
```

حيث أن الرمز (n) يمثل عدد ما. والرمز (±) يمثل إشارة العدد (n) (سالبة أو موجبة). والرمز (S) يمثل «أحد» رموز النظام العددي. والرمز (b) يشير لأساس النظام العددي (عشري أو ثنائي أو...)، بينما يشيران (k) أسفل الرمز (S)، و (L) أس الرمز (b) إلى الترتيب المكاني للرمز.
يجب الإشارة هنا لمجموعة من الملاحظات على الدالة السابقة نسردها فيما يلي:
إذا افترضنا أن العدد (1234.5678)10 هو عدد من النظام العشري (وهو أكثر الأنظمة تداولًا في واقعنا) نجد أنه يملك خصائص الدالة السابقة ونتطرق لها فيما يلي:
1- الرمز (b) يعتبر عددًا هامًا لتحديد نوع النظام العددي حيث أن كل نظام يملك أساس (Base أو radix) خاص به وهذا العدد يساوي عدد الرموز المستخدمة في نظام محدد. في مثالًا العددي قيمة (b) هي "10" لأن عدد الرموز المستخدمة في النظام العشري عددها عشرة رموز (0-1-2-3-4-5-6-7-8-9).
2- القيمة الموضعية للرمز (S) أو (b) إما أن تكون سالبة أو موجبة حيث أن القيمة الموجبة (k) هي إشارة إلى أن الرمز ينتمي إلى عدد صحيح، والقيمة السالبة (L) إشارة إلى أن الرمز ينتمي إلى عدد كسري. لذا فإن الرمز ذو القيمة الموجبة يكون يمين الفاصلة (. أو،) والرمز ذو القيمة السالبة يكون يسار الفاصلة.
3- لتمييز العدد الصحيح من العدد الكسري في الحياة اليومية فإنه يفصل بينهما بفاصلة (. أو،) لتسهيل عملية قراءة العدد.
4- من الدالة السابقة نلاحظ أن القيمة الموضعية لأول رمز من اليمين في «الجزء الصحيح» من العدد (في المثال الرمز 4) هي صفر، بينما القيمة الموضعية لآخر رمز من «الجزء الصحيح» من العدد (في المثال الرمز 1) هي (k-1) حيث k هو عدد المواضع التي كتب عليها الجزء الصحيح من العدد (عدد المواضع للجزء الصحيح في المثال (4) مواضع).
5- من الدالة السابقة نلاحظ أن القيمة الموضعية لأول رمز من اليسار في «الجزء الكسري» من العدد (في المثال الرمز 5) هي (-1)، بينما القيمة الموضعية للآخر رمز من «الجزء الكسري» من العدد (في المثال الرمز 8) هي (L-) حيث L هو عدد المواضع التي كتب عليها الجزء الكسري من العدد (عدد المواضع للجزء الكسري في المثال (4) مواضع).

## النظام العشري
يستعمل الناس في أغلب تعاملاتهم اليومية النظام العشري. وهو نظام تعبر خاناته عن مضاعفات قوى العدد عشرة. ويستعمل رموز الأرقام من 0 إلى 9 في خاناته.
ابتكر قدماء المصريين هذا النظام (انظر الحساب عند قدماء المصريين)، ما عدا «الصفر» فأدخله العرب بعد ذلك.

## النظام الثنائي
تعمل أجهزة الحاسوب بواسطة الكهرباء. ويصعب جدا عليها التعامل مع النظام العشري، لذا تم استخدام النظام الثنائي الذي تعبر عن خاناته عن مضاعفات قوى العدد اثنين. لكل خانة احتمالين إما واحد (1) وتعبر عن وجود تيار كهربائي أو صفر (0) وتعبر عن عدم وجود تيار كهربائي

## نظام التشفير الثنائي العشري
هو نظام يتم فيه تمثيل الرقم العشري باستخدام النظام الثنائي ليتمكن الحاسوب من التعامل معها. وفيه يتم تمثيل كل خانة عشرية بأربعة خانات ثنائية للحصول على الرقم بنظام البي.سي.دي.
يمكن لأربع خانات بالنظام الثنائي تمثيل الأرقام العشرية من 0 إلى 15 ولكن بما أن الخانة العشرية يمكنها تمثيل من 0 إلى 9 فقط فتبقى ستة احتمالات غير مستخدمة لكل أربع خانات في نظام البي.سي.دي.
النظام الأوسع انتشارًا و النظام العشري المعتمد على الخانات والصفر للتعبير عن الاختلافات بين قيم رسم الرقم الواحد فمثلا الرقم 6 يحمل قيمة ستون عندما يوضع في الخانة الثانية، وقد تم ابتداع الصفر في مرحلة متأخرة نسبيا عن ابتداع الأرقام واستخدم مع نظام الخانات للتعبير عن خلو هذه الخانة من القيمة.
الشيفرات العددية Numerical Codes
نظام التشفير الثنائي العشري Binary Coded Decimal
عندما نستخدم نظام العد الثنائي للتعبير عن القيم العددية يتضح أمامنا مزايا ومساوئ هذا النظام
من مزايا نظام العد الثنائي
1- يتألف من رقمين فقط هما (0-1)
2- العلاقة المكتشفة ما بين الصفر والواحد كأعداد ثنائية والصفر والواحد كقيمة منطقية
أما من مساوئه
1- تمثيل الرقم العشري بالرقم الثنائي يمكن أن يكون من أربع أو خمس خانات بينما يكون الرقم العشري مكونا من خانتين فقط
2- عملية التحويل بين الأعداد العشرية والثنائية لا تتصف بالسهولة
وللتغلب على هذه السيئة نلجأ في كثير من الأحيان باستخدام نظام التشفير الثنائي العشري وهو العنوان الأساسي لهذا الموضوع.

## الأعداد من 0 إلى 20 بأنظمة عد مختلفة
| النظام العشري | النظام الثنائي | البي.سي.دي | النظام الثماني | النظام السداسي عشري |
| ------------- | -------------- | ---------- | -------------- | ------------------- |
| 0             | 0              | 0          | 0              | 0                   |
| 1             | 1              | 0001       | 1              | 1                   |
| 2             | 10             | 0010       | 2              | 2                   |
| 3             | 11             | 0011       | 3              | 3                   |
| 4             | 100            | 0100       | 4              | 4                   |
| 5             | 101            | 0101       | 5              | 5                   |
| 6             | 110            | 0110       | 6              | 6                   |
| 7             | 111            | 0111       | 7              | 7                   |
| 8             | 1000           | 1000       | 10             | 8                   |
| 9             | 1001           | 1001       | 11             | 9                   |
| 10            | 1010           | 0001 0000  | 12             | A                   |
| 11            | 1011           | 0001 0001  | 13             | B                   |
| 12            | 1100           | 0001 0010  | 14             | C                   |
| 13            | 1101           | 0001 0011  | 15             | D                   |
| 14            | 1110           | 0001 0100  | 16             | E                   |
| 15            | 1111           | 0001 0101  | 17             | F                   |
| 16            | 10000          | 0001 0110  | 20             | 10                  |
| 17            | 10001          | 0001 0111  | 21             | 11                  |
| 18            | 10010          | 0001 1000  | 22             | 12                  |
| 19            | 10011          | 0001 1001  | 23             | 13                  |
| 20            | 10100          | 0010 0000  | 24             | 14                  |

## أنظمة عد قديمة

### الأعداد عند قدماء المصريين
نظام الأعداد الذي ابتكره المصريون القدماء كان نظامًا عشريًا. فكان رمز الواحد شرطة | والخمسة ||||| والتسعة ||||||||| والعشرة رمزها 
| V20 |

، والمئة رمزها 
| V1 |

 والألف رمزها 
| M12 |

، كما كان رمز المئة ألف هو الإصبع 
| D50 |

 ...وهكذا.

مثال: كتابة عدد 25: ||||| 
| V20 |

| V20 |

### الأعداد عند الرومان
كان لدى الرومان نظام عدّ يعتمد على رسم تتابع من الاشكال، تعبر في مجموعها عن عدد ما وليس فيها استخدام للخانات أو الصفر، انظر الاعداد الرومانية. ونجح الهنود والمايا بالوصول إلى تقييم الأرقام تبعا لمراكزها في الخانات وقام الهنود بإيجاد رسم معين لكل رقم مما مكنهم من القيام بعمليات حسابية كبيرة استحالت على غيرهم.

### عند المايا

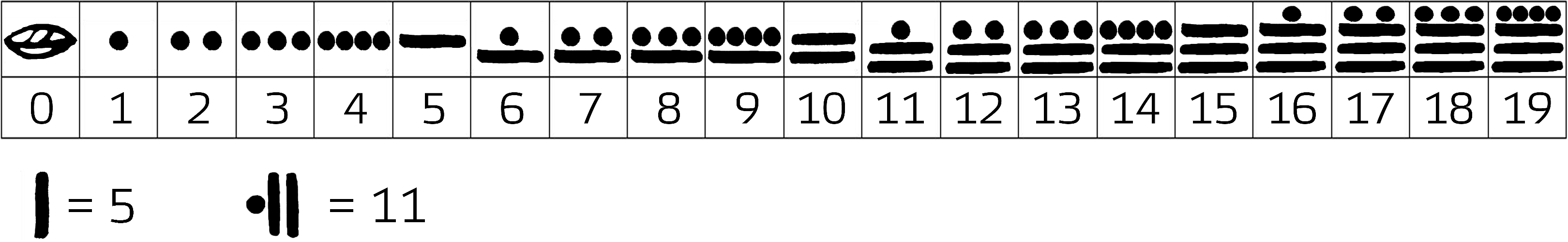
الأرقام من صفر إلى 19 بكتابة المايا، وأدناه مثال لكتابة الأرقام عاموديا

استخدمت شعوب المايا في أمريكا الجنوبية نظام عد بخانات وباستخدام الأساس 20 وباستخدام النقطة للواحد والشرطة للخمسة، فكانت الخانة الثانية هي مضاعفات العشرين والخانة الثالثة مضاعفات الأربعمائة والرابعة الثمانية آلاف.

### في الهند
ولكن الهنود لم يعرفوا الصفر في بداية نظامهم، فكانوا يضطرون لوضع علامة لتمييز العدد 408 عن 48 مثلاً، وقاموا بشغل الفراغ الضروري للعمليات الرياضية بدائرة أو نقطة وأطلقوا عليه اسم الفراغ أو الثقب ورسموه على شكل دائرة أو نقطة.

### عند العرب
يبدو أن العرب هم من أعطوا «الصفر» قيمة حسابيّة بالرغم من أن الهنود كانوا قد استخدموه كشكل للتمييز، وأبقى العرب على رسمه الهندي. وأوضح الخوارزمي في كتاباته دور الصفر في عمليات الجمع والطرح مثل 75-35 = 40 فقال: «في عمليات الطرح، إذا لم يكن هناك باقٍ، نضع صفرًا ولا نترك المكان خاليًا حتى لا يحدث لبس بين خانة الآحاد وخانة العشرات». ويضيف «إن الصفر يجب أن يكون عن يمين الرقم، لأن الصفر على يسار الاثنين مثلاً 02 لا يغير من قيمتها ولا يجعل منها عشرين» ونلاحظ أن الشعوب التي أخذت النظام العربي المطور عن النظام الهندي قد نقلوا هذا النظام حرفيًا في طريقة كتابته أي من اليمين إلى اليسار وبعضهم حتى نظام قرائتها كالألمان مثلاً.
ومن الأنظمة التي استخدمت أيضا أنظمة تعتمد على تقسيم الأعداد إلى منازل من ستين وأخرى من 12، ومن الموروث الحضاري لهذه الأنظمة نظام الوقت، الدقائق والساعات المستخدم.
ويبدو أن البابليين استخدموا نظامًا ستينيًا في كتابة أرقامهم التي كانت على الشكلين V و> تعبيرًا عن الواحد والعشرة، ورسموهم في مجموعات يعبر تتابعها عن ضرب كل مجموعة إلى ستين مرفوعة لقوة مقدارها ترتيب المجموعة ابتداءًا من الصفر، تمامًا كما في النظام العشري الذي أبدلت فيه الخانات بالمجموعات.

## الروابط الخارجية
- الجدول رسائل مختلفة وقيم رقمية (بالإنكليزية)

## أنظر أيضًا
- جدول القواعد
- تاريخ نظام العد الهندي العربي
- الحساب عند قدماء المصريين